# Інцидент з утечею Василя Матузка
Інцидент з утечею Василя Матузка — збройний конфлікт, що відбувся 23 листопада 1984 року в корейській демілітарізованій зоні.

## Перебіг подій
У 1984 році громадянин СРСР Василь Яковлевич Матузок, 22-річний студент МДІМВ, перебував на стажировці у КНДР. За одними даними, його відряджено до радянського посольства в Пхеньяні, за іншими — він перебував у складі делегації, яку очолював заступник міністра закордонних справ СРСР Михайло Капиця. 
23 листопада Матузок у складі делегації з громадян соціалістичних держав відвідав частину демілітаризованої зони (Об'єднану зону безпеки) на кордоні з Південною Кореєю. Він вирішив використати цю можливість, щоб утекти в США, про що давно мріяв..
Матузок удав, що хоче зробити світлину з північнокорейським солдатом, наблизився до кордону, після чого перебіг на південнокорейський бік. Північнокорейські військові відкрили вогонь по Матузку з пістолетів, проте не влучили. Матузок пробіг повз американських солдатів зі спеціального американсько-південнокорейського підрозділу об'єднаних сил безпеки (англ. Joint Security Force), що стояли на посту біля кордону, і англійською мовою попросив їх допомогти й прикрити його. 
Понад 20 північнокорейських солдатів кинулися навздогін за Матузком на південнокорейську сторону. Ті, що бігли попереду, почали стріляти в Матузка, але він знову залишився неушкодженим і зміг сховатися. Американські та південнокорейські солдати почали стріляти у північнокорейців. Почалась перестрілка. До американських та південнокорейських військових невдовзі прибуло підкріплення — взвод швидкого реагування, який очолював командир об'єднаних сил безпеки. 
Засілих північнокорейців обстріляли з 40-міліметрового гранатомета. Під час перестрілки вбито одного південнокорейського солдата (рядовий 1-го класу або капрал Чан Мен-Гі) та поранено одного американського. З північнокорейського боку було вбито трьох солдатів і поранено за деякими джерелами від одного до п'яти. Перестрілка тривала приблизно 20 хвилин.
Невдовзі засілі в садку північнокорейці підняли руки вгору, показуючи що вони здаються. Північнокорейський офіцер зателефонував американському офіцеру і попросив дозволу шести неозброєним північнокорейцям забрати вбитих та поранених. Після надання дозволу, американське командування наказало своїм силам припинити вогонь.
Згодом, північнокорейська пропаганда стверджувала, що Матузок випадково перетнув кордон з Південною Кореєю, а північнокорейські солдати просто хотіли попередити його, але американці та південнокорейці почали в них стріляти. За словами північнокорейської пропаганди американці викрали Матузка. Шведські та швейцарські спостерігачі, що перебували на північнокорейському боці, згодом стверджували, що одразу після перестрілки та запеклої суперечки, північнокорейський офіцер застрелив двох північнокорейських військовослужбовців (ймовірно, за те, що вони впустили Матузка).

## Наслідки
26 американських та 17 південнокорейських військовослужбовців, що брали участь у інциденті, отримали нагороди, зокрема, чотирьох американців було нагороджено «Срібною Зіркою».
Василь Матузок перебрався у США. Він змінив прізвище, працював у готелі, вивчав міжнародні відносини в університеті. Його подальша доля невідома.